# جغرافیای تبت

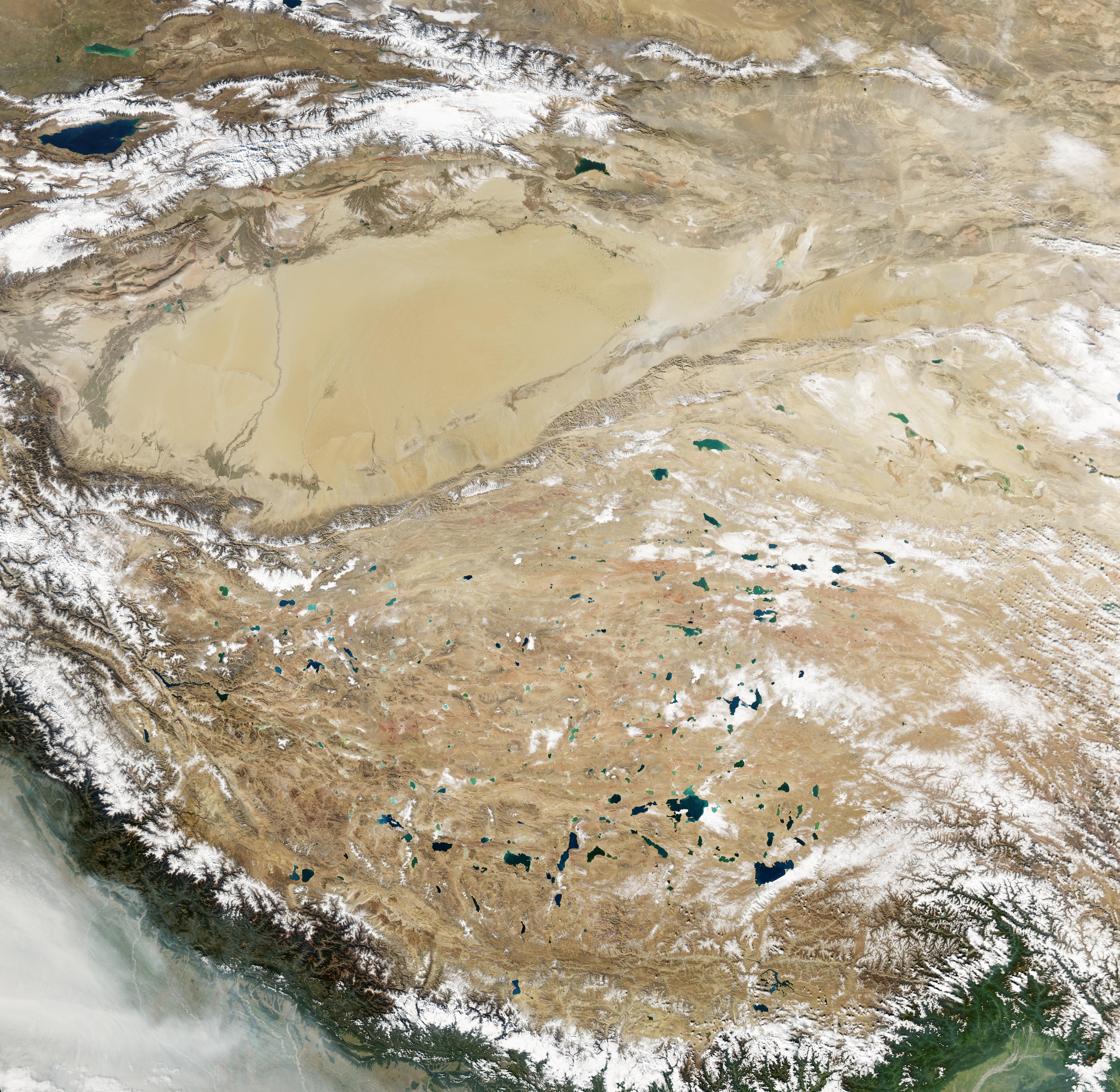
فلات مرتفع تبت و بیابان تکله‌مکان که به صورت منطقه گودتر در شمال شرق آن در تصویر دیده می‌شود

تبت، فلاتی بسیار وسیع و مرتفع در آسیای مرکزی است که اغلب از آن با عنوان «بام جهان» یاد می‌شود، زیرا میانگین ارتفاع آن بیش از ۴٬۵۰۰ متر از سطح دریاست. این منطقه در شمال رشته‌کوه هیمالیا و جنوب بیابان تکله‌مکان قرار دارد و مساحتی بیش از ۲٬۵ میلیون کیلومتر مربع را دربر می‌گیرد.
فلات تبت نه‌تنها بزرگ‌ترین و مرتفع‌ترین فلات زمین است، بلکه یکی از مهم‌ترین مناطق از نظر تأثیر بر سامانه‌های آب‌وهوایی آسیا نیز به‌شمار می‌رود. این فلات با ایجاد اختلاف دمای شدید بین خود و اقیانوس هند، در شکل‌گیری و شدت فصل باران‌های موسمی جنوب آسیا نقشی اساسی ایفا می‌کند.
رودخانه‌های بزرگ آسیایی مانند یانگ‌تسه، زرد، مکونگ، ایراوادی و براهماپوترا سرچشمه خود را از یخچال‌ها و برف‌های دائمی این فلات می‌گیرند، به همین دلیل تبت را «برج آب آسیا» نیز می‌نامند.
با وجود سرمای شدید زمستان، تابستان‌های آن آفتابی و خشک است و به دلیل ارتفاع زیاد، تابش فرابنفش خورشید در این منطقه بسیار قوی‌تر از مناطق کم‌ارتفاع‌تر است.
تبت همچنین از نظر زمین‌ساختی فعال است، زیرا در محل برخورد صفحه هند با صفحه اوراسیا قرار دارد، و این برخورد باعث بالاآمدگی مداوم فلات و ایجاد رشته‌کوه‌های مرتفع هیمالیا و قراقروم شده است.

## توصیف
جغرافیای تبت شامل کوه‌های مرتفع، دریاچه‌ها و رودخانه‌هایی است که بین آسیای مرکزی، شرقی و جنوبی قرار دارند. به‌طور سنتی، منابع غربی (اروپایی و آمریکایی) تبت را در آسیای مرکزی می‌دانستند، اگرچه نقشه‌های امروزی گرایشی را به سمت در نظر گرفتن تمام چین مدرن، از جمله تبت، به عنوان بخشی از آسیای شرقی نشان می‌دهند. تبت را اغلب «بام جهان» می‌نامند، که شامل دشت‌هایی با ارتفاع متوسط بیش از ۴۹۵۰ متر از دریا با قله‌های ۶۰۰۰ تا ۷۵۰۰ متر از جمله کوه اورست، در مرز با نپال است.
تبت از شمال و شرق به دشت چین مرکزی، از غرب و جنوب به شبه قاره هند (لاداخ، اسپیتی و سیکیم در هند، و همچنین نپال و بوتان) محدود می‌شود. بیشتر تبت در بالای یک ساختار زمین‌شناسی به نام فلات تبت قرار دارد که شامل هیمالیا و بسیاری از بلندترین قله‌های کوه در جهان است.
قله‌های مرتفع کوهستانی شامل چانگتسه، لوتسه، ماکالو، گائوری شانکار، گورلا مانداتا، چو اویو، جومولهاری، گیاچونگ کانگ، گیالا پری، کوه کایلاش، کاواگبو، خومبوتسه، ملونگتسه، کوه نیانچنگ تانگلا، نامچا باروا، شیشاپانگما و یانگرا هستند. گردنه‌های کوهستانی شامل چرکو لا و کول شمالی می‌شوند. کوه‌های کوچک‌تر شامل کوه گپل و گورلا مانداتا هستند.

## مناطق
از دیدگاه جغرافیایی، تبت به دو بخش تقسیم می‌شود: «منطقه دریاچه‌ای» در غرب و شمال‌غرب، و «منطقه رودخانه‌ای» که از شرق، جنوب و غرب پیرامون منطقهٔ نخست را در بر می‌گیرد. این نام‌گذاری‌ها برای تمایز ساختارهای آب‌نگاری و نیز کاربردهای فرهنگی این دو منطقه سودمند هستند؛ کاربردی که در «منطقه دریاچه‌ای» بیشتر چوپانی کوچ‌نشین و در «منطقه رودخانه‌ای» بیشتر کشاورزی است. با وجود اندازه بزرگ و کوهستانی بودن منطقه، تغییرات اقلیمی در سراسر فلات تبت نسبتاً یکنواخت است. «منطقه رودخانه‌ای» دارای اقلیم کوهستانی نیمه‌گرمسیری است با بارندگی تابستانی معتدل به‌طور میانگین حدود ۵۰۰ میلی‌متر در سال، و دمای روزانه بین ۷ درجهٔ سانتی‌گراد در زمستان تا ۲۴ درجهٔ سانتی‌گراد در تابستان—گرچه دمای شب‌ها تا ۱۵ درجه کمتر می‌شود. بارندگی به‌تدریج به‌سوی غرب کاهش می‌یابد، به‌گونه‌ای که در لِه، در مرز این ناحیه، به تنها ۱۱۰ میلی‌متر می‌رسد، در حالی‌که زمستان‌ها نیز به‌تدریج سردتر می‌شود. از جنوب، «منطقه رودخانه‌ای» به هیمالیا می‌رسد و از شمال با یک سامانهٔ کوهستانی وسیع محدود شده است. این سامانه در هیچ نقطه‌ای به یک رشته منفرد محدود نمی‌شود و معمولاً سه یا چهار رشته در پهنای آن امتداد دارند. این سامانه به‌طور کلی خط تقسیم آب بین رودهایی است که به اقیانوس هند می‌ریزند—مانند رود سند، رود براهماپوترا و رود سالوین و شاخه‌های آن‌ها—و جویبارهایی که به دریاچه‌های شور بدون خروجی در شمال می‌ریزند.
«منطقه رودخانه‌ای» دارای دره‌های حاصلخیز کوهستانی است و شامل رود یارلونگ تسانگپو (بالادست براهماپوترا) و شاخهٔ اصلی آن، رود نیانگ، سالوین، یانگتسه، مِکونگ و رود زرد می‌شود. دره یارلونگ تسانگپو، که از پیچ نعل‌اسبی این رود در اطراف نامچا باروا شکل گرفته، عمیق‌ترین و احتمالاً بلندترین درهٔ جهان است. در میان کوه‌ها، دره‌های باریکی وجود دارد. دره‌های لاسا، شیگاتسه، گیانتسه و درهٔ براهماپوترا فاقد یخبندان دائمی هستند، خاک حاصلخیز و جنگل‌های انبوه دارند، به‌خوبی آبیاری شده‌اند و بسیار حاصل‌خیزند.

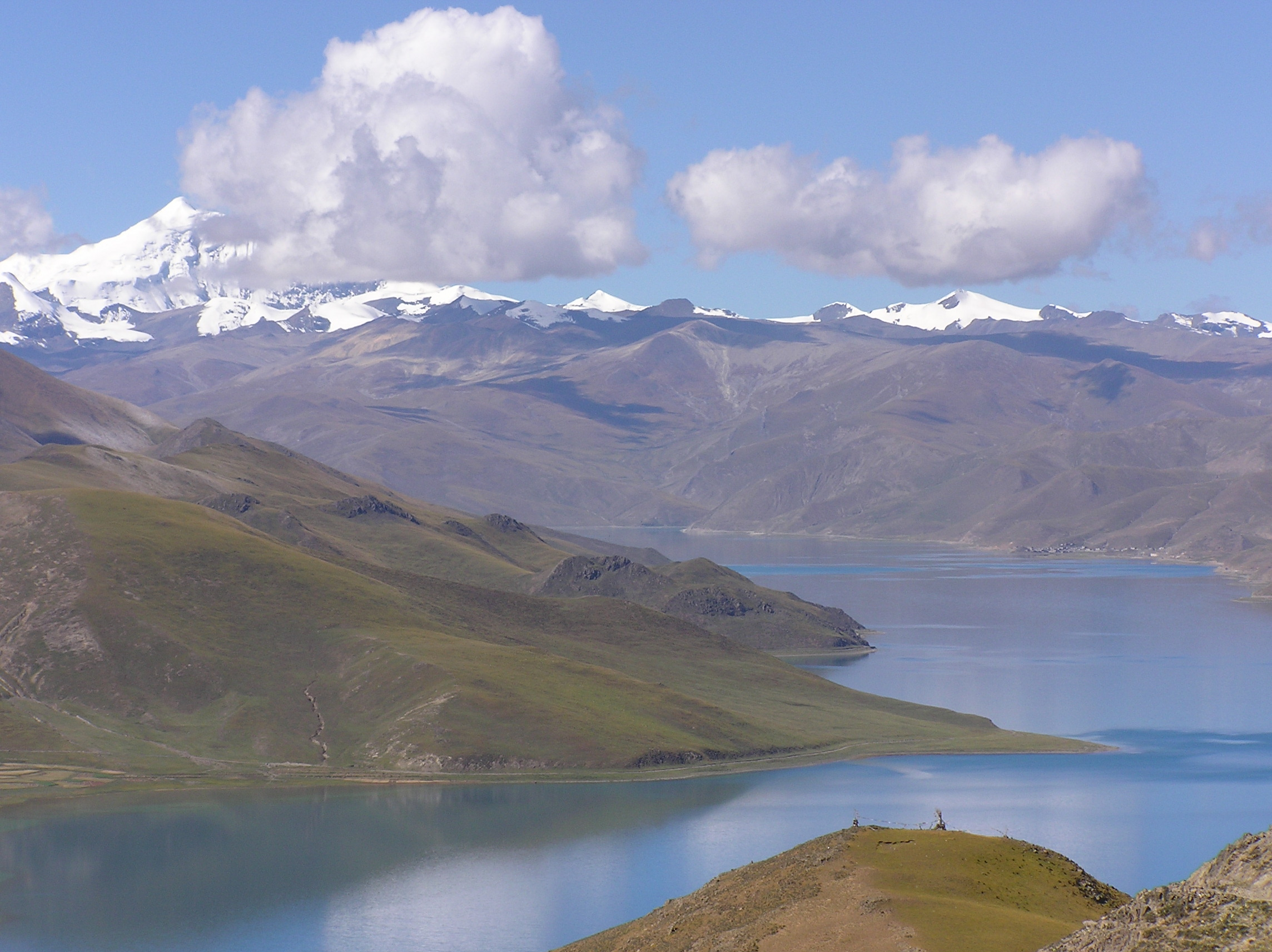
جغرافیای تبت

دره جنوب تبت از میانهٔ مسیر رود یارلونگ زانگبو شکل گرفته، جایی که این رود از غرب به شرق جاری است. این دره حدود ۱۲۰۰ کیلومتر طول و ۳۰۰ کیلومتر عرض دارد. ارتفاع دره از ۴۵۰۰ متر تا ۲۸۰۰ متر کاهش می‌یابد. کوه‌های دو سوی این دره معمولاً حدود ۵۰۰۰ متر ارتفاع دارند. دریاچه‌های این منطقه شامل دریاچه پایکو و دریاچه پومایومکو هستند.
«منطقه دریاچه‌ای» از دریاچه پانگونگ تسو در لداخ، دریاچه راکشاستال، دریاچه یامدروک و دریاچه ماناساروار در نزدیکی سرچشمهٔ رود سند آغاز می‌شود و تا سرچشمه‌های سالوین، مکونگ و یانگتسه امتداد دارد. دیگر دریاچه‌ها شامل داگزه تسو، نام تسو و پاسوم تسو هستند. منطقهٔ دریاچه‌ای بیابانی خشک و بادخیز است. مردم تبت این منطقه را چانگ تانگ (بیانگ‌تانگ) یا «فلات شمالی» می‌نامند. این ناحیه حدود ۱۱۰۰ کیلومتر عرض دارد و مساحتی معادل فرانسه را در بر می‌گیرد. به‌دلیل وجود موانع کوهستانی بسیار مرتفع، این منطقه دارای اقلیم آلپی خشک است با میانگین بارندگی سالانه حدود ۱۰۰ میلی‌متر و فاقد رودهای خروجی. رشته‌کوه‌ها در این منطقه گسترده، گرد و جدا از هم هستند و با دره‌های صاف از هم فاصله دارند. این سرزمین با دریاچه‌های شور و شیرین، کوچک و بزرگ پوشیده شده و از جویبارهایی متقاطع شده است. به‌دلیل یخ‌زدگی ناپیوسته در سراسر چانگ تانگ، خاک آن باتلاقی و پوشیده از کپه‌های چمن است و به توندرای سیبری شباهت دارد. دریاچه‌ها عمدتاً بدون خروجی‌اند یا خروجی کمی دارند. ته‌نشست‌ها شامل کربنات سدیم، پتاس، بورات و نمک معمولی هستند. این منطقه به‌خاطر شمار فراوان چشمه‌های آب گرم شناخته می‌شود که بین هیمالیا و مدار ۳۴ درجه شمالی پراکنده‌اند، اما بیشترین تراکم آن‌ها در غرب تنگری نور (در شمال‌غرب لاسا) است. سرمای شدید در این بخش از تبت چنان است که گاه این چشمه‌ها به ستون‌هایی از یخ تبدیل می‌شوند؛ آب نزدیک به جوش در همان لحظهٔ بیرون‌زدن یخ می‌زند.

## اقلیم

اقلیم تبت در نه ماه سال بسیار خشک است و میانگین سالانهٔ بارش برف تنها ۴۶ سانتی‌متر است، که علت آن اثر سایه باران است. گردنه‌های غربی هر سال مقدار اندکی برف تازه دریافت می‌کنند، ولی در تمام سال قابل عبور باقی می‌مانند. دماهای پایین در سراسر نواحی غربی رایج است، جایی که خشکی بی‌درخت تنها با بوته‌های کوتاه شکسته می‌شود و باد بدون مانع در دشت‌های خشک وسیع می‌تازد. موسم هند تأثیری بر شرق تبت دارد. شمال تبت در تابستان دمای بالا و در زمستان سرمای شدید دارد.

### اثرات تغییرات اقلیمی
فلات تبت سومین ذخیرهٔ بزرگ یخ در جهان را در خود جای داده است. «چین داهه»، رئیس پیشین سازمان هواشناسی چین، اعلام کرد که سرعت بالای ذوب یخ‌ها و افزایش دما در کوتاه‌مدت برای کشاورزی و گردشگری سودمند خواهد بود؛ اما هشدار شدیدی نیز صادر کرد:

«دمای هوا در تبت چهار برابر سریع‌تر از سایر نقاط چین در حال افزایش است و یخچال‌های تبت با سرعتی بیشتر از هر جای دیگری در جهان در حال پس‌روی‌اند.»
«در کوتاه‌مدت، این وضعیت باعث گسترش دریاچه‌ها، سیلاب و جریان‌های گلی خواهد شد.»
«اما در بلندمدت، این یخچال‌ها شریان‌های حیاتی رودخانه‌های آسیا هستند، از جمله رود سند و رود گنگ. با ناپدید شدن آن‌ها، تأمین آب در آن مناطق با خطر جدی روبه‌رو خواهد شد.»

## تبت در دوران یخبندان گذشته
امروزه تبت مهم‌ترین سطح گرمایش جو زمین به‌شمار می‌رود. در دوران یخبندان گذشته، صفحه‌ای یخی به مساحت حدود ۲٬۴۰۰٬۰۰۰ کیلومتر مربع سراسر فلات را پوشانده بود. این یخ‌بندان همراه با پایین آمدن خط برف به‌اندازهٔ ۱٬۲۰۰ متر رخ داد. در اوج آخرین عصر یخبندان، این به معنای کاهش میانگین دمای سالانه بین ۷ تا ۸ درجه سانتی‌گراد بود که با بارندگی کمتر نسبت به امروز همراه بود.
به‌دلیل این افت دما، اقلیم خشک‌تر مفروض تا حدودی با کاهش تبخیر و افزایش رطوبت نسبی جبران شده‌بود که در خور تغذیهٔ یخچال‌ها بود.
با توجه به گستردگی وسیع این یخبندان در ناحیهٔ نیمه‌گرمسیری، این پدیده یکی از مهم‌ترین عوامل اقلیمی بیگانه در زمین بود.
با آلبدویی در حدود ۸۰ تا ۹۰ درصد، این منطقهٔ یخی در تبت دست‌کم چهار برابر بیشتر از یخ‌های درونی‌تر در عرض‌های جغرافیایی بالاتر، انرژی تابشی خورشیدی را به فضا بازتاب می‌داد.
در آن زمان، سطح تبت که امروزه—در دورهٔ میان‌یخبندان—بزرگ‌ترین سطح گرمایش جو است، به مهم‌ترین سطح سرمایش تبدیل شده‌بود.
ناحیهٔ کم‌فشار سالانه که در اثر گرمایش بالای تبت ایجاد می‌شود و محرک موسم تابستانی است، در آن دوران وجود نداشت.
یخبندان موجب قطع شدن موسم تابستانی شد و این امر پیامدهای جهانی اقلیمی به‌همراه داشت، مانند بارندگی‌های فراوان در صحرا، گسترش بیابان تار، افزایش ورود گرد و غبار به دریای عرب، و نیز پایین آمدن مرز درختان و تمام کمربندهای جنگلی از جنگل‌های آلپی-شمالی تا جنگل‌های نیمه‌مرطوب مدیترانه‌ای که جایگزین جنگل‌های گرم‌مسیری موسمی هولوسن در شبه‌قاره هند شدند.
همچنین جابه‌جایی گونه‌های جانوری، از جمله گوزن جاوه‌ای تا اعماق جنوب آسیا، از پیامدهای همین یخبندان بود.
با وجود ذوب شدید یخ‌ها بر اثر تابش خورشید، جریان یخچال‌ها به سوی حوضه‌های داخلی آسیا آن‌قدر زیاد بود که باعث شکل‌گیری دریاچه‌هایی از آبِ ذوب‌شده در حوضه چایدام، حوضه تاریم و بیابان گُبی شود. کاهش دما (که پیش‌تر گفته شد) به گسترش این دریاچه‌ها کمک کرد. در نتیجه، ذرات ریز رس که بر اثر ساییده‌شدن زمین توسط یخچال‌ها ایجاد شده بودند، آماده شدند تا با وزش باد از جا کنده و جابه‌جا شوند. فرسایش ناشی از باد و انتقال این ذرات به نقاط دور، به بادهای سرد و سنگینی مربوط بود که از دامنه‌ها به پایین می‌وزیدند. به همین دلیل، یخبندان تبت عامل اصلی تولید گستردهٔ رسوبات لُس و رساندن آن به نواحی میانی و پایینی چین و حتی شرق آن بود.. در دوران یخبندان، این بادهای سرد و سنگین—که گاهی به اشتباه «موسم زمستانی» نامیده می‌شوند—در تمام طول سال جریان داشتند.
بالاآمدن گستردهٔ فلات تبت با سرعتی حدود ۱۰ میلی‌متر در سال، که از قرن نوزدهم با اندازه‌گیری‌های دقیق و همچنین مطالعات زمین‌شناسی و لرزه‌نگاری تأیید شده، با بالاآمدن هیمالیا برابری می‌کند. با این حال، این میزان افزایش ارتفاع بسیار بیشتر از آن است که تنها به فعالیت‌های زمین‌ساختی نسبت داده شود، چون چنین تغییراتی در این فلات معمولاً فقط به شکل حرکت‌های آرام و گستردهٔ پوسته زمین رخ می‌دهند. در واقع، بخش بزرگی از این بالاآمدن را می‌توان ناشی از بالا آمدن دوبارهٔ زمین پس از سبک‌شدن آن به دلیل آب‌شدن یخچال‌های عظیم دانست؛ که در تبت حدود ۶۵۰ متر برآورد شده است.
دیدگاه جایگزینی که برخی دانشمندان دارند این است که یخچال‌های موجود در فلات تبت در تمام داده‌های منتشرشده از ۱۹۷۴ تاکنون (در منابع ارجاع‌داده‌شده در ماتیاس کوهل، ۲۰۰۴) همواره محدود بوده‌اند و حداکثر گسترش آن‌ها بسیار کمتر از آنچه کوهل می‌گوید، بوده است.
دیدگاه جایگزینی که برخی دانشمندان دارند این است که یخچال‌های فلات تبت در تمام داده‌های منتشرشده از سال ۱۹۷۴ تاکنون، که در منابع ارجاع‌شده در کوهل (۲۰۰۴) آمده‌اند، همواره محدود بوده‌اند و هیچ‌گاه به پوشش وسیعی که کوهل ادعا می‌کند نرسیده‌اند.

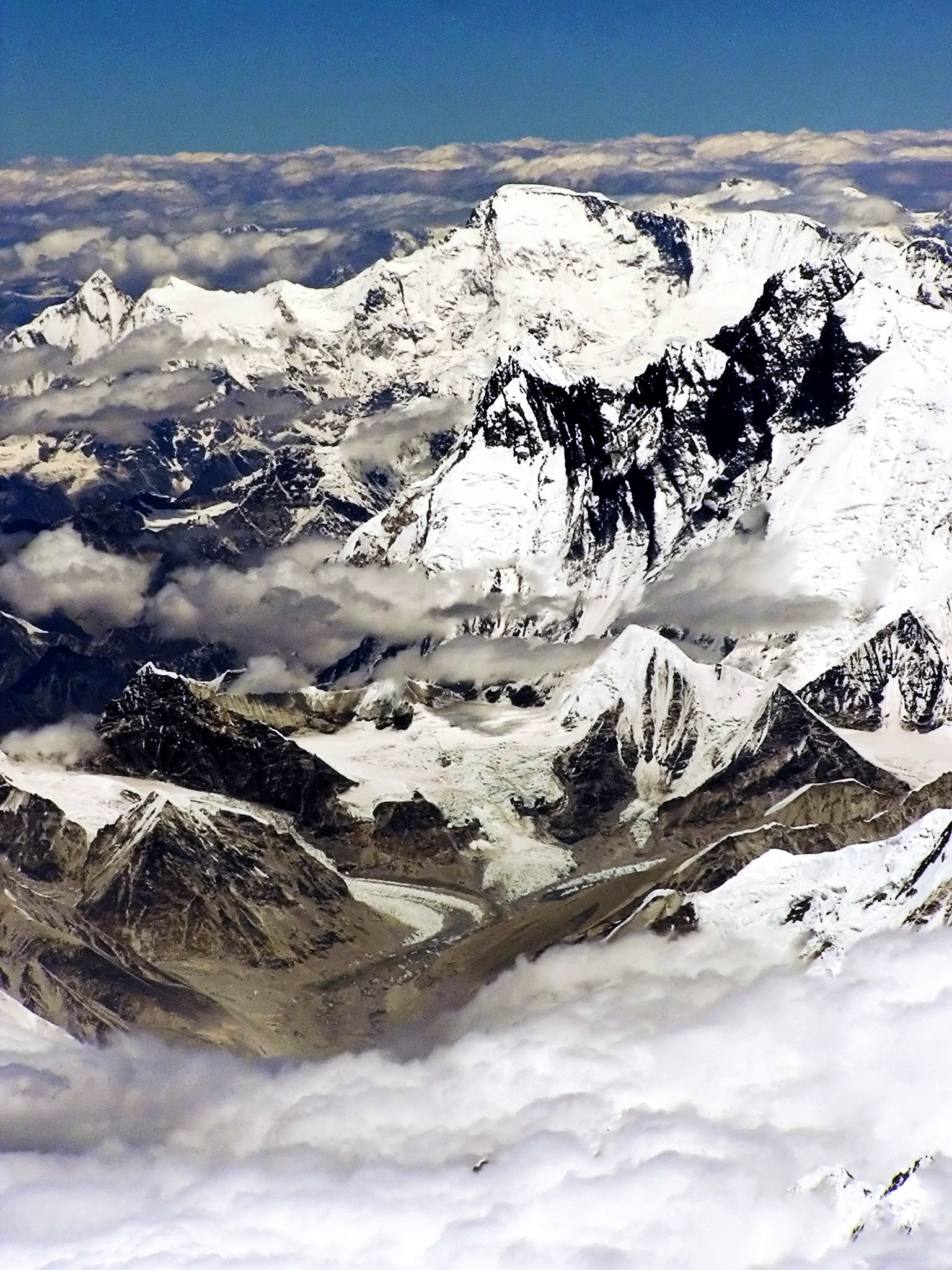
هیمالیا در نزدیکی لاسا
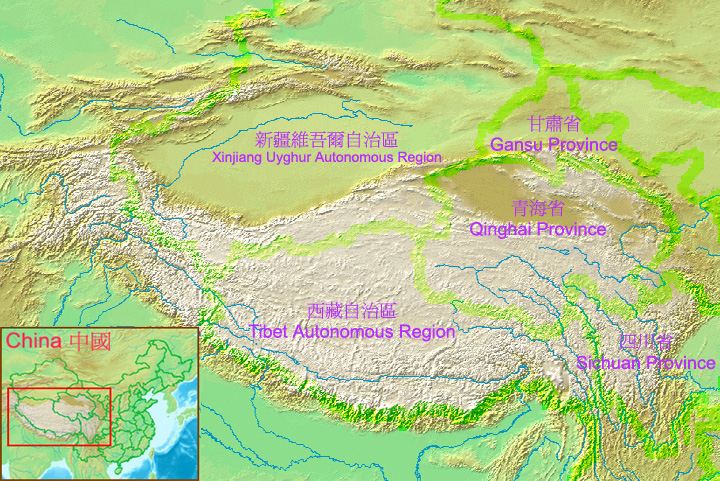
تبت در فلات تبت، مرتفع‌ترین منطقهٔ جهان واقع شده است.
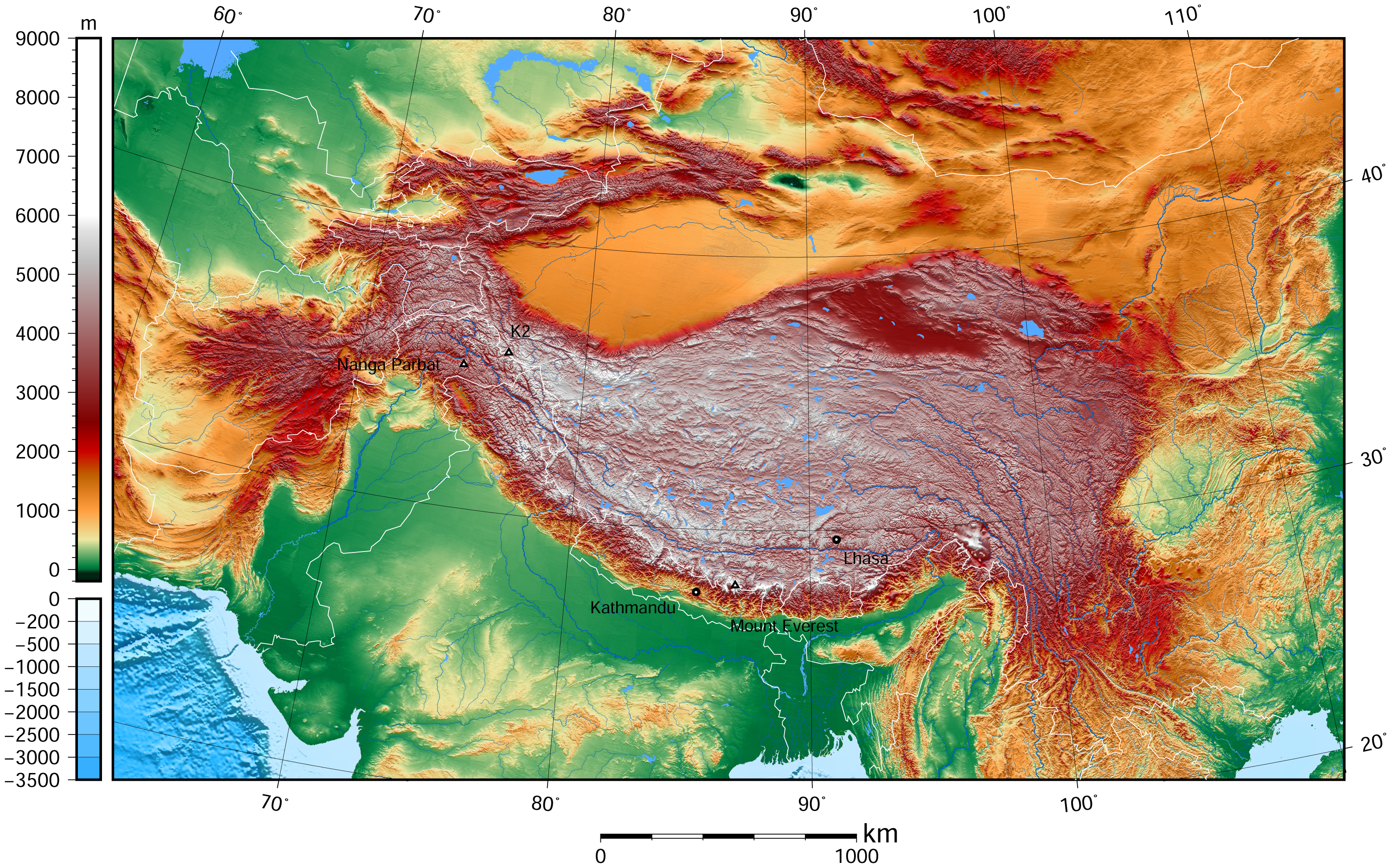
فلات تبت و مناطق پیرامونی با ارتفاع بیش از ۱۶۰۰ متر توپوگرافی
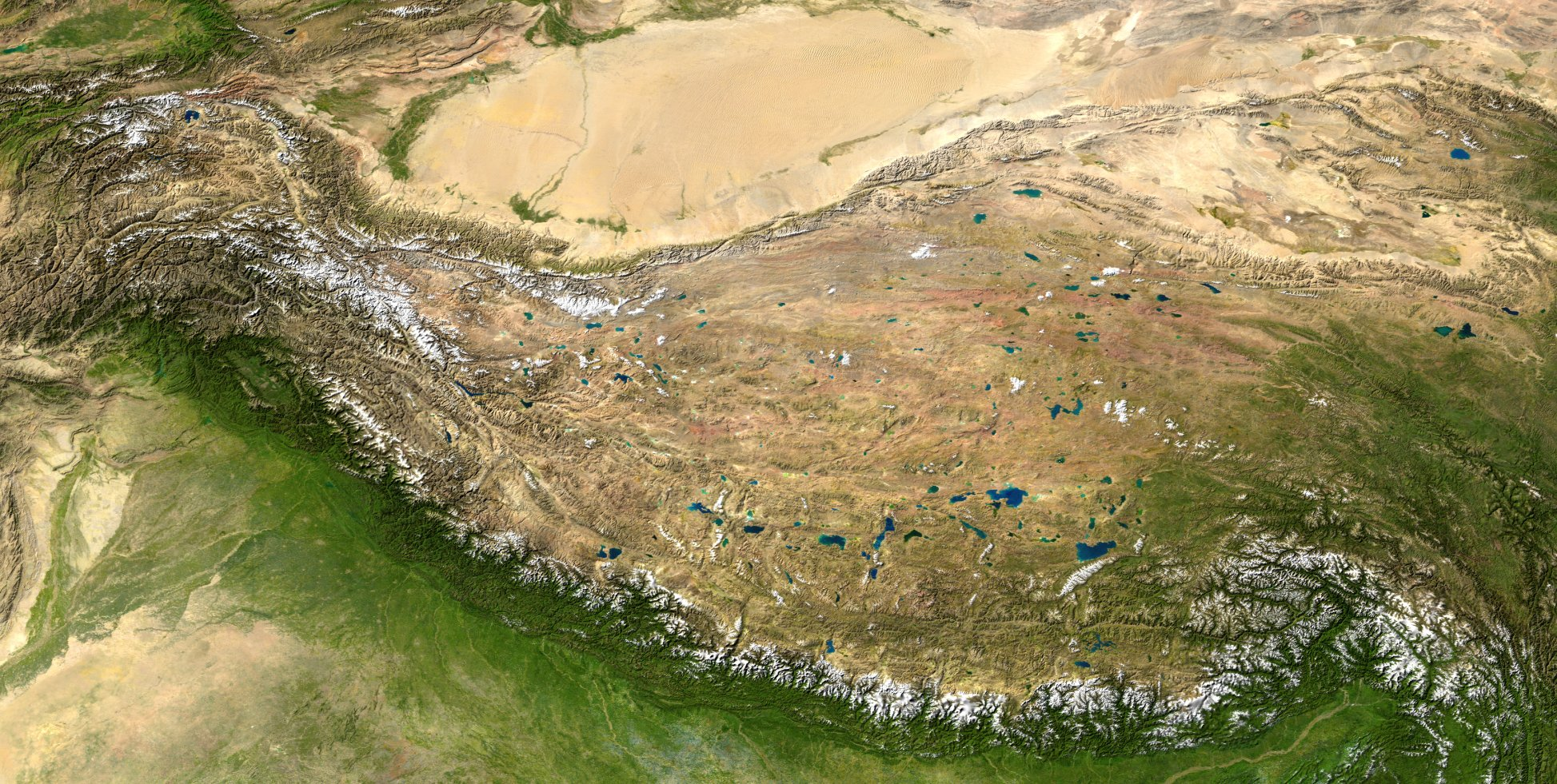
فلات تبت بین رشته‌کوه هیمالیا در جنوب و دشت تاریم در شمال واقع شده است.
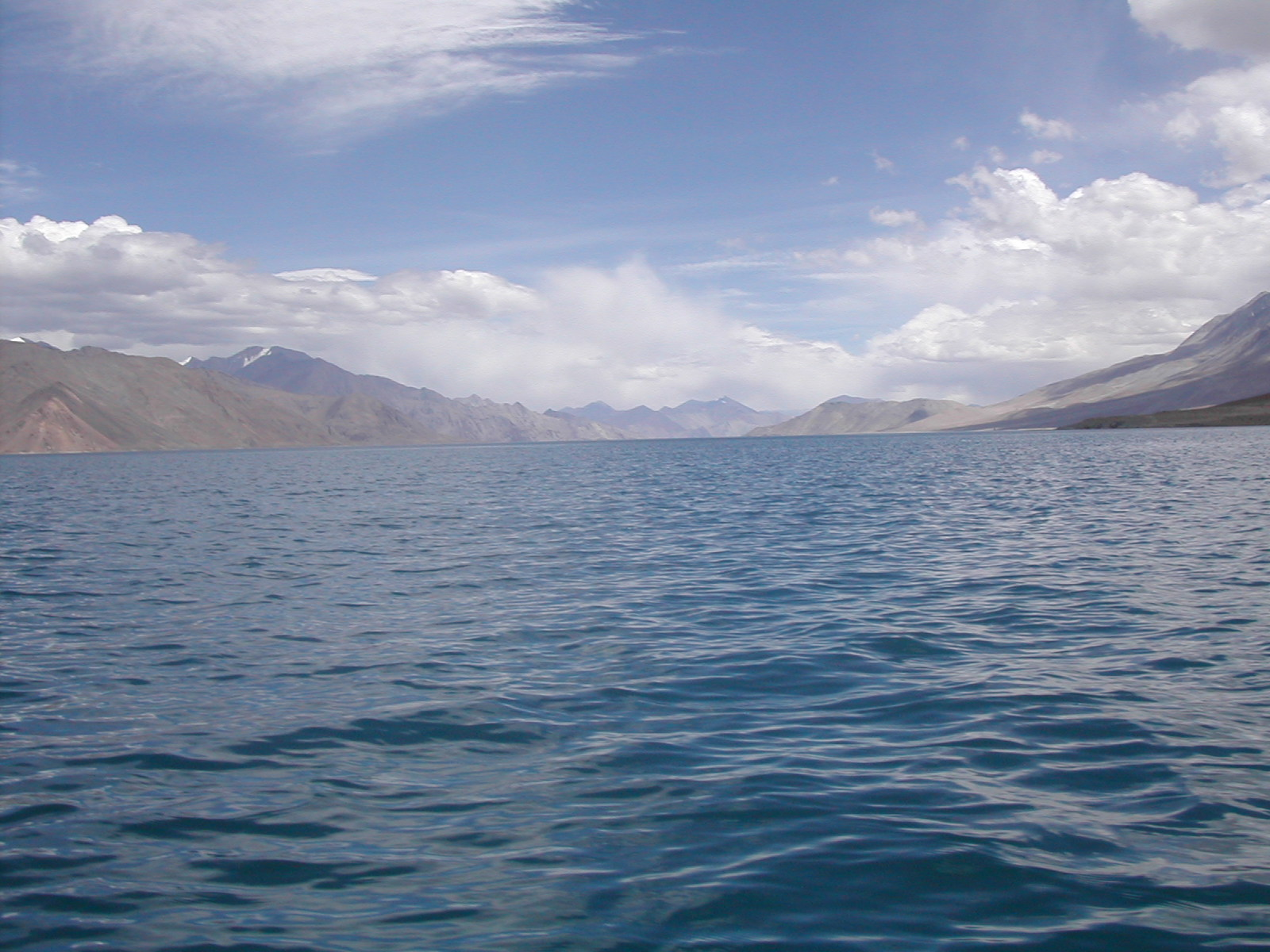
دریاچه پانگونگ تسو
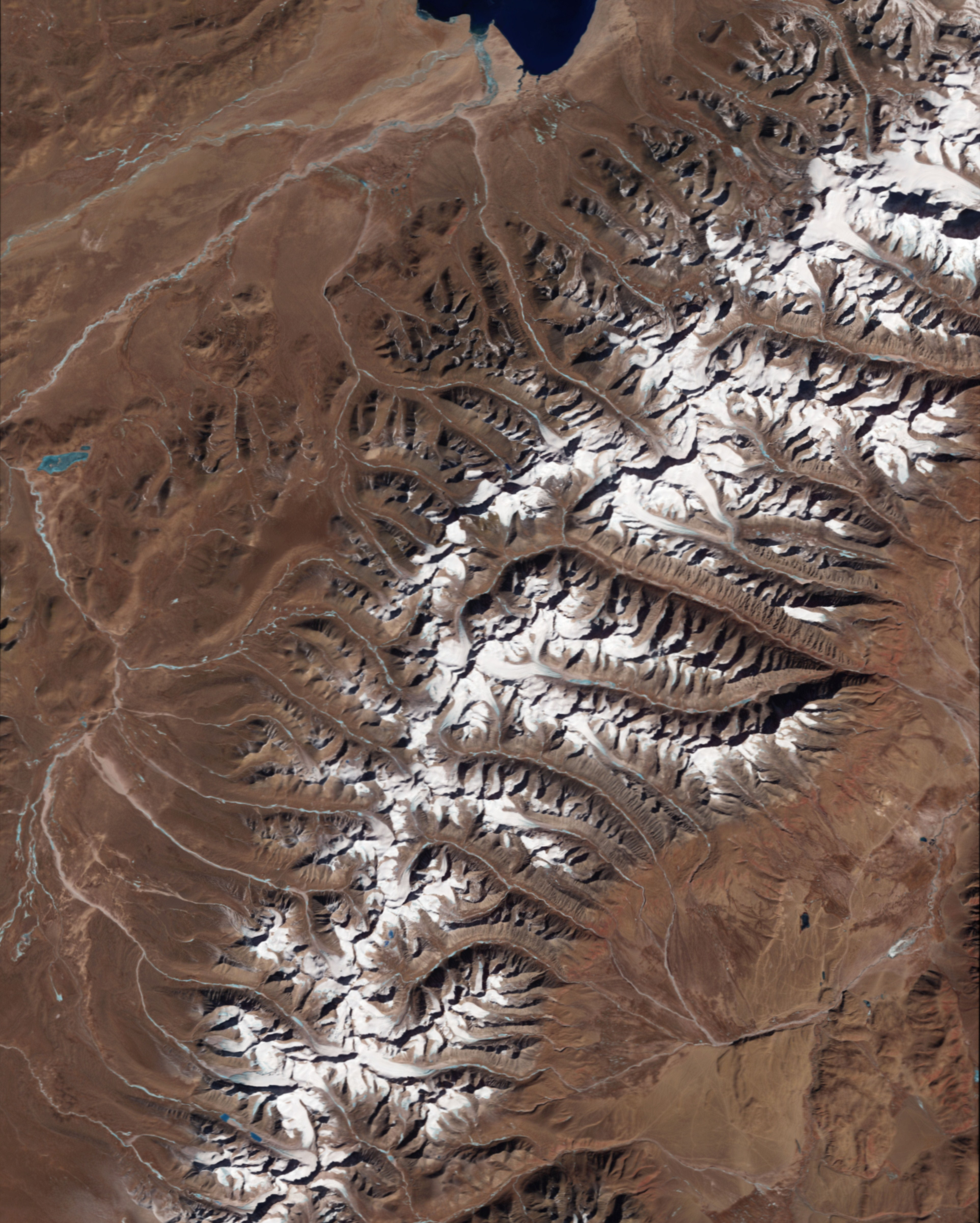
کوه‌های یخچالی در تبت
- پویانمایی از کوه‌های یخچالی در تبت